# 네프 가역층
대수기하학에서 네프 가역층(nef可逆層, 영어: nef invertible sheaf)은 부분 대수 곡선에 제한하였을 때 그 차수가 항상 음이 아닌 정수가 되는 가역층이다.

## 정의
체 {\displaystyle K} 위의 완비 대수다양체 {\displaystyle X} 위의 가역층 {\displaystyle {\mathcal {L}}}이 다음 조건을 만족시킨다면, 네프 가역층이라고 한다.
모든 기약 완비 대수 곡선 {\displaystyle C\subset X}에 대하여, {\displaystyle \textstyle \int _{X}\operatorname {c} _{1}({\mathcal {L}})\geq 0}
여기서
{\displaystyle \operatorname {c} _{1}({\mathcal {L}})\in \operatorname {A} ^{1}(X)}
은 1차 천 특성류이다.
네프 가역층에 대응하는 카르티에 인자를 네프 인자(영어: nef divisor)라고 한다.

## 성질
모든 풍부한 가역층은 네프 가역층이다. 

## 역사
“네프”(영어: nef)라는 용어는 마일스 앤서니 리드(영어: Miles Anthony Reid)가 도입하였으며, “수치 효과적”(영어: numerically effective) 또는 “수치적 결과적 자유”(영어: numerically eventually free)의 머리글자이다.